# Diwang International Commerce Center
Diwang International Commerce Center là một tòa nhà cao tầng tại Nam Ninh, Quảng Tây, Cộng hòa Nhân dân Trung Hoa. Tòa nhà này được xây xong năm 2006, cao 276 m, có 54 tầng. Đến năm 2008, đây là tòa nhà cao thứ 63 thế giới.